# Gyp
Pour les articles homonymes, voir Mirabeau et Gyp (homonymie).
Sibylle Riquetti de Mirabeau, à la ville comtesse Roger de Martel de Janville, plus connue sous le nom de plume de Gyp, née au château de Coëtsa (Morbihan) le 15 août 1849 et morte le 28 juin 1932 à Neuilly-sur-Seine (Hauts-de-Seine), est une dramaturge, romancière et salonnière française, 

## Biographie
Arrière-petite-nièce de Mirabeau, Sibylle Marie-Antoinette Gabrielle Riquetti de Mirabeau est la dernière des Riquetti de Mirabeau. Elle a pour parrain son grand-oncle Adolphe Fourier de Bacourt.
La petite fille grandit dans le reproche permanent de ne pas avoir été un garçon, qui aurait pu continuer cette illustre lignée. Alors qu'elle est encore enfant, ses parents se séparent et elle suit sa mère, née Marie Le Harivel de Gonneville, qui s'installe à Nancy chez ses parents dans l'immeuble familial, place de la Carrière. Sa mère écrit pour Le Figaro. Son grand-père maternel, légitimiste malgré ses brillants faits d'armes sous l'Empire, ancien officier de la Grande Armée, se charge de l'essentiel de son éducation. Elle apprend l'escrime, l'équitation, la danse classique. Son père, lui-même légitimiste, la conduit à Frohsdorf, auprès du comte de Chambord.

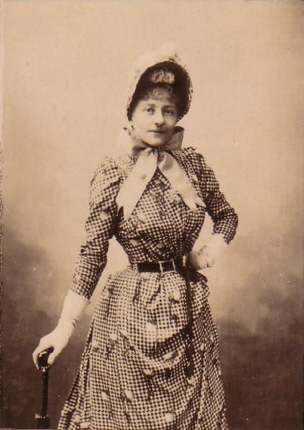
Portrait en pied de Gyp par Nadar.

À la mort de son père, en 1860, elle s'éloigne de sa mère, qui se livre aux mondanités et à la littérature, publiant dans divers périodiques sous plusieurs pseudonymes.
Elle épouse à Nancy, le 2 décembre 1867 — jour anniversaire du couronnement de Napoléon — le comte Roger de Martel de Janville, le couple aura trois enfants. Le jeune ménage s'installe à Paris, où Gabrielle pose pour Jean-Baptiste Carpeaux, puis à Nancy. Lors de la guerre de 1870, Roger de Martel est au Havre et se lie d'amitié avec Félix Faure, le futur président de la République. En 1879, les Martel s'installent définitivement à Neuilly-sur-Seine, à l'angle de la rue de Chézy et du boulevard Bineau.
La comtesse de Martel commence par publier quelques textes dans la Vie parisienne en février 1877, puis dans la Revue des deux Mondes. À partir de 1880, elle commence à publier en volume, sous le pseudonyme de Gyp, écrivant toutes les nuits, au total plus de 120 ouvrages dont beaucoup connaîtront le succès : Petit Bob, récit type de l’enfant terrible (1882), Une élection à Tigre-sur-mer (1890, basé sur l’expérience de Gyp au soutien d’un candidat boulangiste), Mariage civil (1892), Le Mariage de Chiffon (1894, roman popularisé par le film de Claude Autant-Lara de 1942)...

Cette production, abondante mais peu rééditée, montre un sens certain du dialogue, un esprit mordant, de l’humour, une grande capacité d’observation. Gyp se moque avec bonheur de la bonne société dont elle fait partie. Elle a créé des personnages qui demeurent des archétypes : l’enfant gâté, l’écolière précoce, la jeune épouse...

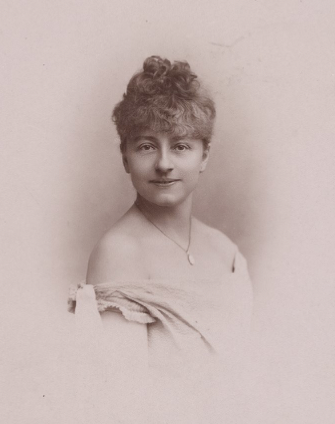
Portrait de Gyp (Atelier Nadar)

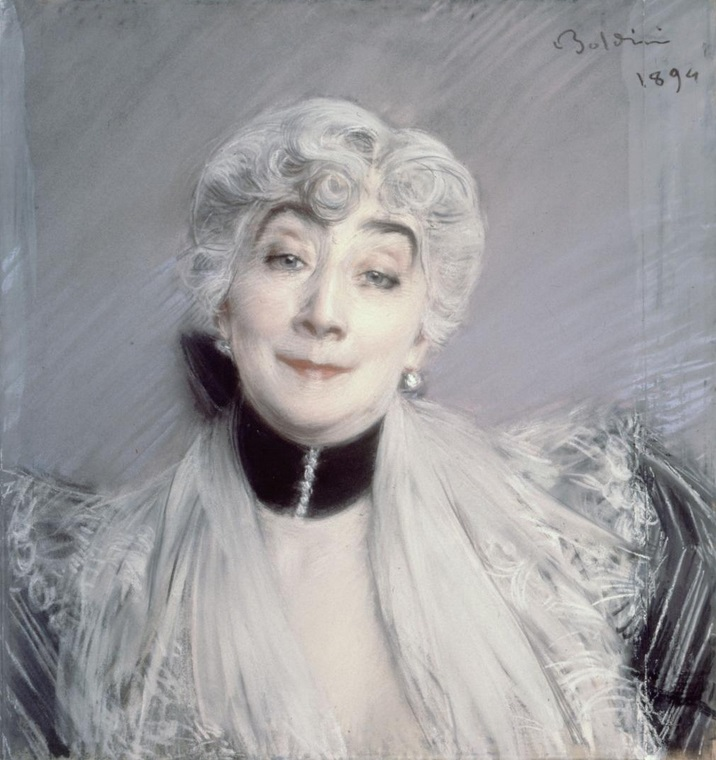
Portrait de Gyp par Giovanni Boldini (1894), musée Carnavalet.

Une tentative de porter Autour du mariage à la scène échoua. Mademoiselle Ève (1895) rencontre davantage de succès.
La dernière des Mirabeau recevait tous les dimanches à partir de midi jusqu'au dîner chez elle à Neuilly. Elle fit de son salon un lieu très couru de la vie parisienne. On pouvait y croiser de nombreuses personnalités de la vie mondaine et artistique de l'époque : Robert de Montesquiou, Marcel Proust, Edgar Degas, Maurice Barrès, Anatole France, Paul Valéry, Alphonse Daudet, Jean-Louis Forain, Auguste Vimar, Lucien Corpechot ou Edgar Demange.
Elle s'essaie aussi à la peinture, principalement des sujets religieux. En 1893, elle expose au Salon du Champ-de-Mars un tableau intitulé Je vous salue, Marie !.
Elle fut en butte à de perpétuels soucis d'argent, que son abondante production littéraire visait en partie à soulager. Malgré cela, elle racheta, en 1895, le château familial de Mirabeau, où elle fit faire d'importants travaux qui achevèrent de la ruiner et qu'elle dut revendre en 1907. Maurice Barrès s’en porta acquéreur.
Elle repose au cimetière ancien de Neuilly-sur-Seine.
Elle était la mère du neurochirurgien Thierry de Martel, dirigeant de l’hôpital américain à Paris, qui s’est suicidé à l’entrée des Allemands dans la capitale, le 14 juin 1940.

## Idées politiques
Violemment antisémite, collaboratrice de La Libre Parole de 1899 à 1901, Gyp voit dans les Juifs les destructeurs d’une organisation rêvée et imagine qu’avec « l’anéantissement de la puissance juive, reviendront toutes les gloires, toutes les grandeurs, toutes les beautés disparues de la France ». Nombre de ses romans sont marqués de cet « antisémitisme notoire fréquent à l’époque dans la bonne société ».
Bien que proche amie d’Anatole France, la comtesse de Martel fut boulangiste, antidreyfusarde et passionnément nationaliste, dans le contexte de l'annexion de l’ "Alsace-Lorraine". Ce nationalisme l’entraîna à publier, dans la revue La Patrie illustrée, une série de caricatures hostiles aux Juifs. Elle avait, en outre, publié dans La Vie parisienne, de mars 1897 à mai 1898, le journal fictif de Ludovic Trarieux, l’ancien Garde des sceaux fondateur de la Ligue des droits de l'homme et l’instigateur de la révision du procès du capitaine Alfred Dreyfus en le présentant comme un renégat converti au protestantisme en vue de faire un mariage avantageux. En 1902, à l’apogée de son engagement politique, Gyp rejoint La Tribune française de Jules Guérin, journal qui se décrit ouvertement comme « anti-juif et nationaliste ».

## Œuvre

### Romans
- La Vertu de la baronne, Calmann-Lévy, 1882.
- Petit Bob, Calmann-Lévy, 1882.
- Ce que femme veut, Calmann-Lévy, 1883.
- Un homme délicat, Calmann-Lévy, 1884.
- Le Monde à côté, Calmann-Lévy, 1884.
- Plume et Poil, Calmann-Lévy, 1884.
- Elle et lui, Calmann-Lévy, 1885.
- Sans voiles !, Calmann-Lévy, 1885.
- Le Druide, roman parisien, Victor-Havard, 1885.
- Le Plus heureux de tous, 1885.
- Autour du divorce, Calmann-Lévy, 1886.
- Dans l'train, Victor-Havard, 1886.
- Joies conjugales, Calmann-Lévy, 1887.
- Pour ne pas l'être ?, Calmann-Lévy, 1887.
- Les Chasseurs, Calmann-Lévy, 1887.
- Mademoiselle Loulou, Calmann-Lévy, 1888.
- Petit Bleu, Calmann-Lévy, 1888.
- Bob au salon, Calmann-Lévy, 1888.
- Pauvres petites femmes, Calmann-Lévy, 1888.
- Les Séducteurs, Calmann-Lévy, 1888.
- Bob à l'exposition, Calmann-Lévy, 1889.
- Ohé, les psychologues!, Calmann-Lévy, 1889.
- Mademoiselle Ève, Calmann-Lévy, 1889.
- Une élection à Tigre-sur-Mer, racontée par Bob, 1890.
- L'Éducation d'un prince, Calmann-Lévy, 1890.
- Ô province !, Calmann-Lévy, 1890.
- Ohé, la grande vie !, Calmann-Lévy, 1891.
- Un raté, Calmann-Lévy, 1891 (également publié sous forme de roman-feuilleton dans Le Figaro du 8 janvier 1891 au 10 février 1891).
- Une passionnette, Calmann-Lévy, 1891.
- Monsieur Fred, Calmann-Lévy, 1891.
- Mariage civil, Calmann-Lévy, 1892.
- Tante Joujou, Calmann-Lévy, 1892.
- Monsieur le duc, Calmann-Lévy, 1892.
- Madame la duchesse, Calmann-Lévy, 1893.
- Pas jalouse, Calmann-Lévy, 1893.
- Le Treizième, Calmann-Lévy, 1894.
- Du haut en bas, Charpentier et Fasquelle, 1894.
- Le Journal d'un philosophe, Charpentier et Fasquelle, 1894.
- Le Mariage de Chiffon, Calmann-Lévy, 1894.
- Professional Lover, Calmann-Lévy, 1894.
- Le Cœur d'Ariane, Calmann-Lévy, 1895.
- Ces bons Normands, Calmann-Lévy, 1895.
- Leurs âmes, Calmann-Lévy, 1895.

- Les Gens chics, Charpentier et Fasquelle, 1895.
- Bijou, Calmann-Lévy, 1896.
- Ohé, les dirigeants!, Léon Chailley, 1896.
- Le Bonheur de Ginette, Calmann-Lévy, 1896.
- Eux et elle, Calmann-Lévy, 1896.
- Le Baron Sinaï, Charpentier et Fasquelle, 1897.
- La Fée Surprise, Calmann-Lévy, 1897.
- En balade: images coloriées du petit Bob, Mongredien, 1897.
- Joie d'amour, Calmann-Lévy, 1897.
- Totote : roman inédit, agrémenté de photos de Paul Sescau, Librairie Nilsson, 1897.
- Ces bons docteurs ! , Calmann-Lévy, 1898.
- Israël, Flammarion, 1898.
- Miquette, Calmann-Lévy, 1898.
- Journal d'un grinchu, Flammarion, 1898.
- Sportmanomanie, Calmann-Lévy, 1898.
- Lune de miel, Calmann-Lévy, 1898.
- Les Femmes du colonel, Flammarion, 1899.
- Les Izolâtres, Juven, 1899.
- Les Cayenne de Rio, Flammarion, 1899.
- L'Entrevue, Librairie Nilsson, 1899.
- Monsieur de Folleuil, Calmann-Lévy, 1899.
- Balancez vos dames, Librairie Nilsson, 1900.
- Trop de chic !, Calmann-Lévy, 1900.
- Journal d'une qui s'en fiche, Juven, 1900.
- Martinette, Librairie Nilsson, 1900.
- Jacquette et Zouzou, Flammarion, 1901.
- Friquet, Flammarion, 1901.

- Un mariage chic, Flammarion, 1902.
- La Fée, Librairie Nilsson, 1902.
- L'Âge du mufle, Juven, 1902.
- Les Amoureux, Juven, 1902.
- Les Chapons, Juven, 1902.
- Sœurette, Juven, 1902.
- Les Chéris, Juven, 1903.
- Les Petits Amis, Juven, 1903.
- Un ménage dernier cri, Flammarion, 1903.
- Cloclo, Flammarion, 1904.
- Pervenche, Juven, 1904.
- Les Poires, Juven, 1904.
- Les Froussards, Flammarion, 1904.
- Maman, Librairie Nilsson, 1904.
- Geneviève, Juven, 1905.
- Le Cœur de Pierrette, Fayard, 1905.
- Journal d'un casserolé, Juven, 1905.
- Le Cricri, Juven, 1907.
- L'Âge du toc, Flammarion, 1907.
- La Bonne Galette, Fayard, 1907.
- Doudou, Librairie Nilsson, 1907.
- La Paix des champs, Juven, 1908.
- La Bassinoire, Flammarion, 1908.
- La Chasse de Blanche, nouvelles, Flammarion, 1909.
- Entre la poire et le fromage, Juven, 1909.
- L’Amoureux de Line, Flammarion, 1910.
- Les Petits Joyeux, Calmann-Lévy, 1911.
- Totote, Fayard, 1911.
- L’Affaire Débrouillard-Delatamize, Calmann-Lévy, 1911.
- La Bonne Fortune de Toto, Calmann-Lévy, 1911.
- La Ginguette, Flammarion, 1911.
- La Meilleure Amie, Fayard, 1912.
- Fraîcheur, Calmann-Lévy, 1912.
- Napoléonette, Calmann-Lévy, 1913.
- La Dame de Saint-Leu, Calmann-Lévy, 1914.
- La Petite Pintade bleue, Calmann-Lévy, 1914.
- Miche, Flammarion, 1916.
- Les Flanchards, 1917.
- Les Profitards, Fayard, 1918.
- L’Amour aux champs, 1920.
- Souricette, Calmann-Lévy, 1922.
- Le Coup du lapin, 1929.
- Du temps des cheveux et des chevaux, Calmann-Lévy, 1929.
- Le Trio turbulent, Hachette 1929.
- Celui qu'on aime, Flammarion, 1931.
- Le Chambard, Le Livre moderne illustré, Ferenczi & fils, 1931.
- Doudou, 2de édition 1931.
- La Joyeuse Enfance de la IIIe République, Calmann-Lévy, 1931.

### Théâtre
- Châteaufort, comédie en 3 actes, représentée au théâtre du Gymnase dramatique le 13 juillet 1876[9].
- Autour du mariage, Calmann-Lévy, 1883, comédie en cinq actes représentée au théâtre du Gymnase dramatique.
- Tout-à-l'égout !, Calmann-Lévy, 1889, petite revue en trois actes et un prologue représentée à Paris au Helder, le 10 janvier 1889.
- Sauvetage, pièce en un acte, représentée le 19 avril 1890 au Théâtre d'Application.
- Mademoiselle Ève, 1895, adaptation pour la scène du roman éponyme.
- Bob chez lui, comédie en un acte, représentée le 23 mars 1899 au théâtre de la Bodinière[10].
- L'Ange gardien, comédie en un acte, créée au théâtre d'application le 22 juin 1899 puis jouée au théâtre du Grand Guignol en 1900[11].
- Le Premier flirt de Loulou, comédie en un acte, créée en 1903 au théâtre des Mathurins[12].
- Le Friquet, comédie en 4 actes, adaptation (avec Willy) du roman éponyme, représentée au théâtre du Gymnase dramatique le 30 septembre 1904[13].
- Napoléonette, pièce en cinq actes et un prologue, d'après le roman éponyme, représentée au théâtre Sarah-Bernhardt, le 29 mai 1919, parue dans L'Illustration en 1921.

## Filmographie

### Cinéma
- 1913 : Le Dernier Pardon de Maurice Tourneur
- 1914 : Le Friquet, court métrage de Maurice Tourneur
- 1919 : Friquet (it) de Gero Zambuto
- 1923 : La storia di Clo-Clo (it) de Luciano Doria (it)
- 1942 : Le Mariage de Chiffon de Claude Autant-Lara

### Télévision
- 1979 : Les Amours de la Belle Époque, Le Mariage de Chiffon, téléfilm d'Agnès Delarive
- 2009 : Contes et nouvelles du XIXe siècle, Le Mariage de Chiffon, téléfilm de Jean-Daniel Verhaeghe

## Hommages
- Un cratère vénusien, Mirabeau, est ainsi nommé en son honneur[14].